# Круте (Астраханська область)
Круте (рос. Крутое) — село у Володарському районі Астраханської області Російської Федерації.
Населення становить 761 особу (2017). Входить до складу муніципального утворення Крутовська сільрада.

## Історія
Населений пункт розташований на території українського етнічного та культурного краю Жовтий Клин. Згідно із законом від 6 серпня 2004 року органом місцевого самоврядування є Крутовська сільрада.

## Населення
| 2002 | 2010 | 2012 | 2013 | 2014 | 2015 | 2016 |
| ---- | ---- | ---- | ---- | ---- | ---- | ---- |
| 755  | ↘754 | ↗761 | ↗770 | ↘769 | ↗771 | ↘760 |
| 2017 |      |      |      |      |      |      |
| ↗761 |      |      |      |      |      |      |